# Hackelochloa porifera
Hackelochloa porifera är en gräsart som först beskrevs av Eduard Hackel, och fick sitt nu gällande namn av D.Rhind. Hackelochloa porifera ingår i släktet Hackelochloa och familjen gräs. Inga underarter finns listade i Catalogue of Life.